# 臺北富邦勇士
臺北富邦勇士（英語：Taipei Fubon Braves）為臺灣職業籃球隊，以臺北市作為球隊所在地，並以會員身份參與P. LEAGUE+賽事，球隊主場館為臺北和平籃球館。此隊為富邦金控旗下隊伍之一，目前同時擁有職業棒球隊中華職棒富邦悍將。
球隊最前身是1982年成立的「建弘電子籃球隊」，1994年的「泰瑞戰神」為中華職籃創始球隊，2003年的「中廣戰神」則為超級籃球聯賽創始球隊。球隊於2014年納入富邦金控旗下，更名為「富邦勇士」，在2019年獲得超級籃球聯賽冠軍，同年底轉戰東南亞職業籃球聯賽，並接受臺北市政府冠名贊助更名為「臺北富邦勇士」，在2020年成為P. LEAGUE+創始球隊，並連續三年獲得P. LEAGUE+總冠軍。

## 歷史

### 泰瑞戰神之前（1982年至1994年）
1982年，建弘電子總經理洪敏泰成立球隊。1983年，球隊拿下台灣省主席杯籃球錦標賽乙組冠軍。同年12月，向中華民國籃球協會註冊為甲組球隊。1986年6月，受到洪敏泰離開公司影響，球隊更名為「自強」。1987年1月，球隊隨著洪敏泰創立的公司「泰瑞電子」開幕而更名。第一季社會甲組籃球聯賽獲得冠軍。第二季社會甲組籃球聯賽更名為「新瑞」獲得季軍。第三季社會甲組籃球聯賽名次為第二。第四季社會甲組籃球聯賽名次為第三。1993年與裕隆、宏國、幸福水泥三隊共同籌組中華職籃。1994年4月18日，球隊正式更名回「泰瑞」。

### 泰瑞戰神（1994年至1997年）
1994年10月21日，參賽職籃元年的四支球隊決定好各自的吉祥物，泰瑞選擇「戰神」。11月12日，職籃元年例行賽於臺北體育學院開打。1996年6月27日，洪敏泰表示職籃三年仍將保有球隊經營權，但是不再使用「泰瑞」為隊名。

### 戰神（1997年至1999年）
1997年1月13日，球團表示該週會把隊名「泰瑞」兩字拿掉，以「戰神」名義繼續出賽職籃三年。2月初，國揚集團以新臺幣1.5億元與洪敏泰簽定轉隊協議書。2月27日，球團宣布球隊的新隊名為「高雄戰神」。2月28日，中華職籃公司表示，戰神更名尚未向職籃公司提出申請前，隊名仍不變，必須提出申請並經職籃公司董事會同意，始可使用新隊名。3月4日，球團向中華職籃公司申請更改隊名為「高雄戰神」。3月19日，中華職籃營運委員會將「戰神」更名為「高雄戰神」的申請案作出「延後再議」的決定。3月31日，球團斥資新臺幣250萬元舉辦入籍高雄縣市的造勢活動。11月28日，球團再次向中華職籃公司申請更改隊名為「高雄戰神」。12月18日起，戰神從職籃四年季前賽開始以「高雄戰神」自居、穿著「高雄戰神」球衣，但遭到以鳳山高雄縣立體育館為主經營場的達欣虎抗議。
1998年1月17日，戰神與台灣職棒大聯盟高屏雷公締結金蘭。1月19日，中華職籃公司召開董事會，戰神總經理詹世倫提出願意在職籃四年第一階段賽事結束後擬定因應之道。3月26日，戰神與達欣虎達成協議，球隊名去掉「高雄」兩字，當天起至職籃四年結束都以「戰神」的名義出賽。11月中，國揚集團總裁侯西峰出現財務困難，總教練鍾枝萌率領球隊共體時艱，以不支薪方式度過。

### 中廣戰神（2000年至2004年）
1999年12月24日，總教練鍾枝萌與中國廣播公司總經理李慶平簽約，由中國廣播公司贊助球隊，球隊以「中廣戰神」的名義出賽千禧紀念賽。2000年6月22日，中國國民黨投資管理委員會決定接手戰神。6月23日，中國國民黨投管會同意由中國廣播公司買下戰神。8月14日，總經理詹世倫與中國廣播公司董事長簡漢生簽約，球隊正式更名為「中廣戰神」。
2001年社會甲組籃球聯賽獲得亞軍，11月總統盃獲得季軍。2002年社會甲組籃球聯賽排名第四名，總統盃則獲得季軍。2003年社會甲組籃球聯賽再次獲得亞軍。第1季超級籃球聯賽，例行賽第四名，季後賽第一輪以一比二敗給裕隆恐龍。

### 緯來獵人（2004年至2007年）
2004年6月15日，緯來電視網以新台幣1200萬元接手「中廣戰神」。7月13日，對外公開徵名投票後更名為「緯來獵人」。第2季超級籃球聯賽，例行賽第三名，季後賽第一輪以一比二敗給達欣工程。第3季超級籃球聯賽，例行賽第五名。第4季超級籃球聯賽，例行賽第二名，季後賽第一輪以一比三敗給台灣啤酒。季軍賽以三比一擊敗裕隆恐龍。

### 台灣大雲豹（2007年至2011年）
2007年9月17日，台灣大哥大接手緯來獵人，更名為「台灣大雲豹」，由鄭志龍擔任總教練。第5季超級籃球聯賽，例行賽名列第六名。第6季超級籃球聯賽，例行賽名列第六名。第7季超級籃球聯賽，例行賽名列第五名。第8季超級籃球聯賽，例行賽名列第六名。

### 台灣大（2011年至2014年）
2011年6月20日，球隊董事長賴弦五表示「我們不是台灣大雲豹，我們是台灣大籃球隊」，另宣布總教練由賈凡接任，而「雲豹」仍是球隊吉祥物。第9季超級籃球聯賽，例行賽名列第六名。第10季超級籃球聯賽，例行賽第二名，準決賽以三比四敗給達欣工程。第11季超級籃球聯賽，例行賽第二名，準決賽以三比一擊敗台灣啤酒，冠軍賽以一比四敗給臺中璞園建築。

### 富邦勇士（2014年至2019年）
2014年9月9日，富邦集團宣布子公司富邦金控創投買下「台灣大籃球育樂」。11月13日，球隊更名為「富邦勇士」。第12季超級籃球聯賽，例行賽第二名，季後賽第二輪以一比四敗給台灣啤酒。第13季超級籃球聯賽，例行賽第五名，季後賽第一輪以三比一擊敗裕隆納智捷，準決賽二比四敗給璞園建築。第14季超級籃球聯賽，例行賽第四名，季後賽第一輪以一比三敗給桃園璞園建築。第15季超級籃球聯賽，例行賽第五名，季後賽第一輪以三比二擊敗臺北達欣工程，季後賽第二輪以四比零擊敗裕隆納智捷，冠軍賽以二比四敗給桃園璞園建築。第16季超級籃球聯賽，例行賽第一名，季後賽第二輪以四比二擊敗裕隆納智捷，冠軍賽以直落四擊敗台灣啤酒。

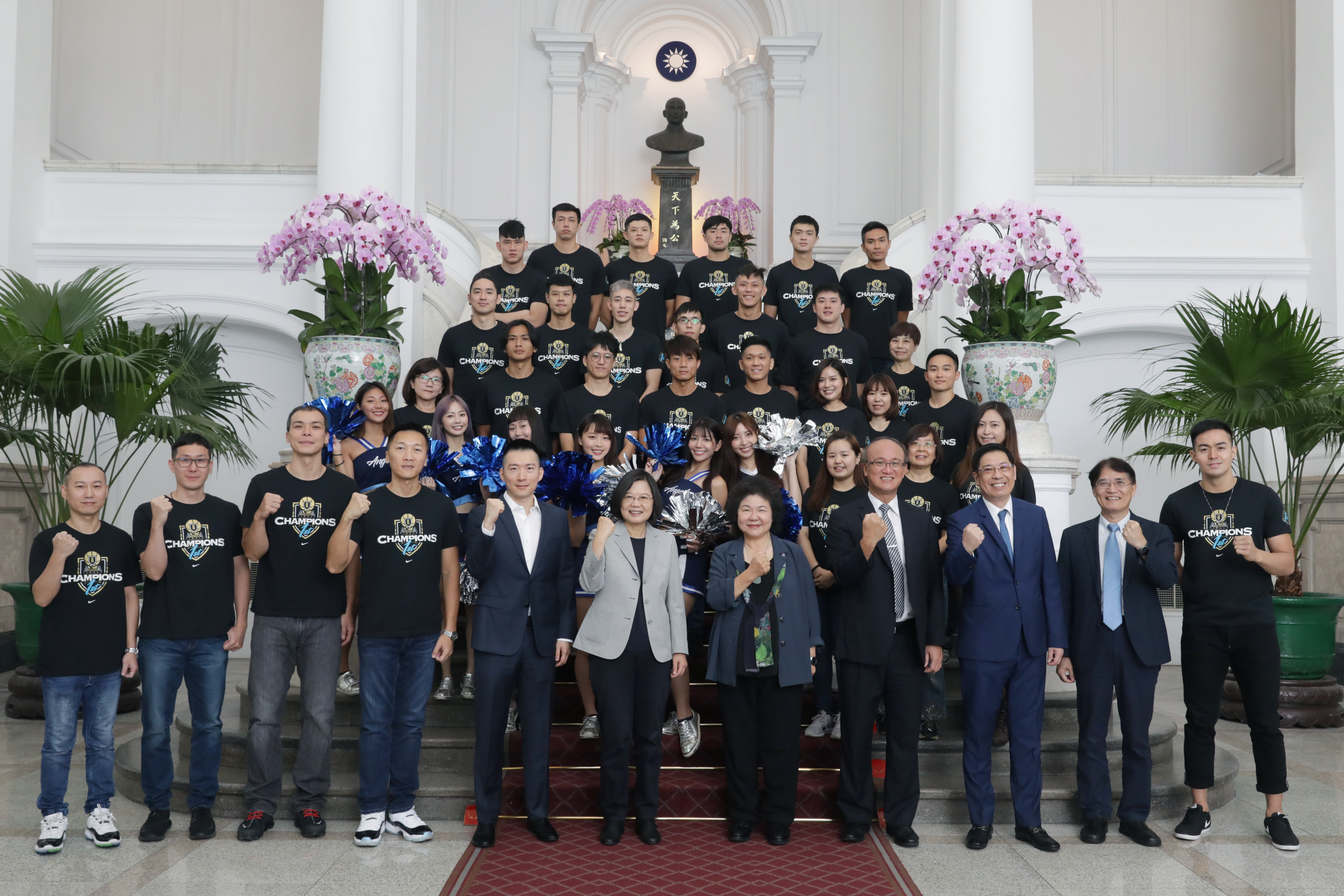
2019年10月，中華民國總統蔡英文接見富邦勇士

2019年5月28日，中華職籃大聯盟籌備處召開記者會宣佈，聯盟預定11月2日在臺北和平籃球館進行聯盟首戰。7月15日，富邦勇士表態不加盟CBL中華職籃大聯盟。8月6日，富邦勇士宣布退出超級籃球聯賽、加入東南亞職業籃球聯賽。

### 臺北富邦勇士（2019年至今）
2019年10月17日，富邦勇士接受臺北市政府合作冠名，更名為「臺北富邦勇士」。11月16日，2019-20賽季主場開幕戰以95比91擊敗澳門黑熊。
2020年3月13日，東南亞職業籃球聯賽宣布2019-20賽季因COVID-19疫情將無限期延賽。7月8日，陳建州以新聯盟執行長身份，在中華民國籃球協會召開的「共好盃」第3次籌備會議中證實新聯盟已成立，並宣布臺北富邦勇士確定加入新聯盟。球隊總教練許晉哲對於東南亞職業籃球聯賽復賽問題表示，「對富邦來說，我們的立場很單純，就是兩邊都打」。7月15日，東南亞職業籃球聯賽宣布2019-20賽季因COVID-19疫情影響提前結束。
2021年3月21日，臺北富邦勇士確定以例行賽第一名之姿晉級2021年P. LEAGUE+總冠軍賽。5月18日，聯盟考量臺灣COVID-19疫情第三級警戒擴大，經過臺北富邦勇士與福爾摩沙台新夢想家討論同意後，聯盟裁定臺北富邦勇士為2020-21賽季總冠軍。6月1日，臺北富邦勇士宣佈與總教練許晉哲續簽三年。
2022年4月10日，臺北富邦勇士確定晉級2022年P. LEAGUE+季後賽。5月27日，例行賽確定排名第三。6月12日，臺北富邦勇士以3比1擊退福爾摩沙台新夢想家晉級2022年P. LEAGUE+總冠軍賽。6月27日，臺北富邦勇士以4比1擊退新竹街口攻城獅收下2021-22賽季年度總冠軍，完成二連霸。
2023年4月15日，臺北富邦勇士確定取得第二張季後賽門票。5月26日，臺北富邦勇士在季後賽首輪以3比0擊敗桃園璞園領航猿晉級2023年P. LEAGUE+總冠軍賽。6月14日，臺北富邦勇士以4比2擊退新北國王收下2022-23賽季年度總冠軍，完成三連霸。
2024年5月18日，臺北富邦勇士確定例行賽排名第五名，無緣季後賽。7月1日，臺北富邦勇士宣布助理教練吳永仁升任執行教練。9月16日，臺北富邦勇士宣布原領隊蔡承儒卸下球隊領隊職務。總經理由葉宗穎接任，許晉哲擔任領隊兼總教練。
2025年3月15日，勇士主場擊敗台鋼獵鷹，鎖定最後一張季後賽門票。4月13日，勇士例行賽最終戰客場101-83擊敗高雄鋼鐵人，例行賽戰績15勝9敗排名第二名。4月28日，勇士在季後挑戰賽3：1擊敗獵鷹晉級總冠軍賽。5月21日，勇士3：4不敵領航猿屈居亞軍。7月1日，勇士宣布執行教練吳永仁升任總教練，許晉哲專任領隊。8月7日，勇士宣布魏維卸下助理教練職務。

## 歷年戰績
以下列出球隊過去在中華職籃、超級籃球聯賽、東南亞職業籃球聯賽與P. LEAGUE+的戰績。
| 聯盟總冠軍 | 晉級季後賽 |

| 賽季     | 聯盟 | 例行賽     | 例行賽 | 例行賽 | 例行賽 | 例行賽 | 季後賽                                                                                          |
| 賽季     | 聯盟 | 名次       | 已賽   | 勝場   | 敗場   | 勝率   | 季後賽                                                                                          |
| -------- | ---- | ---------- | ------ | ------ | ------ | ------ | ----------------------------------------------------------------------------------------------- |
| 1994-95* | CBA  | 3 / 4      | 36     | 6      | 12     | .361   | *元年沒有季後賽， 超級盃挑戰賽不是季後賽                                                        |
| 1994-95* | CBA  | 3 / 4      | 36     | 7      | 11     | .361   | *元年沒有季後賽， 超級盃挑戰賽不是季後賽                                                        |
| 1995-96  | CBA  | 3 / 6      | 50     | 24     | 26     | .480   | 落敗 第一輪（裕隆恐龍）0比3                                                                     |
| 1996-97  | CBA  | 4 / 6      | 60     | 31     | 29     | .517   | 落敗 第一輪（宏國象）0比3                                                                       |
| 1997-98  | CBA  | 2 / 6      | 50     | 30     | 20     | .600   | 落敗 總冠軍賽（宏國象）3比4                                                                     |
| 1998-99* | CBA  | 4 / 6      | 22     | 10     | 12     | .455   | *職籃五年未完成球季， 賽季於1999年3月14日無限期中止。                                           |
| 2000*    | CBA  | 預賽 4 / 6 | 10     | 4      | 6      | .400   | *2000年千禧年紀念賽                                                                             |
| 2003-04  | SBL  | 4 / 7      | 24     | 12     | 12     | .500   | 落敗 準決賽（裕隆恐龍）1比2                                                                     |
| 2004-05  | SBL  | 3 / 7      | 30     | 18     | 12     | .600   | 落敗 準決賽（達欣工程）1比2                                                                     |
| 2005-06  | SBL  | 5 / 7      | 30     | 13     | 17     | .433   |                                                                                                 |
| 2006-07  | SBL  | 2 / 7      | 30     | 21     | 9      | .700   | 落敗 準決賽（台灣啤酒）1比3 獲勝 季軍賽（裕隆恐龍）3比1                                         |
| 2007-08  | SBL  | 6 / 7      | 30     | 9      | 21     | .300   |                                                                                                 |
| 2008-09  | SBL  | 6 / 7      | 30     | 9      | 21     | .300   |                                                                                                 |
| 2010     | SBL  | 5 / 7      | 30     | 15     | 15     | .500   |                                                                                                 |
| 2010-11  | SBL  | 6 / 7      | 30     | 11     | 19     | .367   |                                                                                                 |
| 2011-12  | SBL  | 6 / 7      | 30     | 13     | 17     | .433   |                                                                                                 |
| 2012-13  | SBL  | 2 / 7      | 30     | 18     | 12     | .600   | 落敗 準決賽（達欣工程）3比4                                                                     |
| 2013-14  | SBL  | 2 / 7      | 30     | 21     | 9      | .700   | 獲勝 準決賽（台灣啤酒）4比3 落敗 總冠軍賽（臺中璞園建築）1比4                                   |
| 2014-15  | SBL  | 2 / 7      | 30     | 19     | 11     | .633   | 落敗 準決賽（台灣啤酒）1比4                                                                     |
| 2015-16  | SBL  | 5 / 7      | 30     | 13     | 17     | .433   | 獲勝 第一輪（裕隆納智捷）3比0 落敗 準決賽（璞園建築）2比4                                       |
| 2016-17  | SBL  | 4 / 7      | 30     | 17     | 13     | .567   | 落敗 第一輪（桃園璞園建築）1比3                                                                 |
| 2017-18  | SBL  | 5 / 7      | 30     | 15     | 15     | .500   | 獲勝 第一輪（臺北達欣工程）3比1 獲勝 準決賽（裕隆納智捷）4比0 落敗 總冠軍賽（桃園璞園建築）2比4 |
| 2018-19  | SBL  | 1 / 7      | 36     | 24     | 12     | .667   | 獲勝 準決賽（裕隆納智捷）4比2 獲勝 總冠軍賽（台灣啤酒）4比0                                     |
| 2019-20  | ABL  | 5 / 10     | 17     | 9      | 8      | .529   |                                                                                                 |
| 2020-21  | PLG  | 1 / 4      | 24     | 19     | 5      | .792   | 裁定獲勝 總冠軍賽（福爾摩沙台新夢想家）3比1                                                     |
| 2021-22  | PLG  | 3 / 6      | 30     | 18     | 12     | .600   | 獲勝 季後賽首輪（福爾摩沙台新夢想家）3比1 獲勝 總冠軍賽（新竹街口攻城獅）4比1                   |
| 2022-23  | PLG  | 2 / 6      | 40     | 25     | 15     | .625   | 獲勝 季後賽首輪（桃園璞園領航猿）3比0 獲勝 總冠軍賽（新北國王）4比2                             |
| 2023-24  | PLG  | 5 / 6      | 40     | 18     | 22     | .450   |                                                                                                 |
| 2024-25  | PLG  | 2 / 4      | 24     | 15     | 9      | .625   | 獲勝 季後挑戰賽（台鋼獵鷹）3比1 落敗 總冠軍賽（桃園璞園領航猿）3比4                             |

## 主場館
從2019年起使用臺北和平籃球館作為球隊主場。2023年10月18日東亞超級聯賽主場賽事在國立臺灣大學綜合體育館舉行。

## 註解
1. ↑  該賽季在1999年3月14日無限期中止[70]。
2. ↑  中華職籃2000年千禧年紀念賽預賽排名：裕隆恐龍、宏國象、幸福豹、中廣戰神、宏福公羊和達欣虎。
3. ↑  該賽季因COVID-19疫情影響提前結束[52]。

## 外部連結
- 官方网站
- 臺北富邦勇士的Facebook專頁
- 臺北富邦勇士的Instagram帳戶
- 臺北富邦勇士的Threads
- YouTube上的臺北富邦勇士頻道
- 臺北富邦勇士在P. LEAGUE+的資訊